# 레오냉

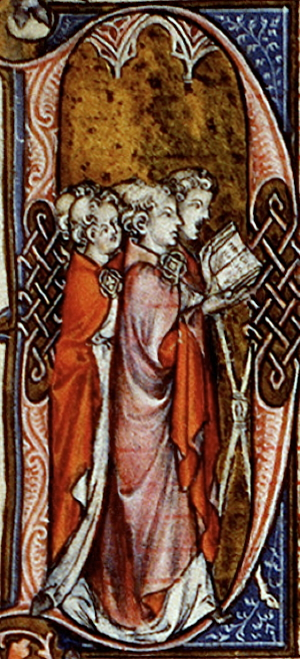

레오냉(Léonin, 1150년경~1201년?)은 파리의 노트르담 악파를 대표하는 최초의 거장으로서 레오니누스(Leoninus)라고도 한다. 12세기 중엽에 활약하였다고 생각되며 쿠스마켈에 의하면 "미사의 승계창(昇階唱), 즉 그라두알레와 성무일과(聖務日課), 즉 안티포날레를 위한 오르가눔의 대저술(大著術)을 낸 바 있다. 이것은 대(大) 페로탱 때까지 쓰인 것이다". 그리고 <오르가눔 대집성(大集成)>의 2성(二聲)의 오르가눔은 그의 작품이라고 한다.